# Plant-Based Universities

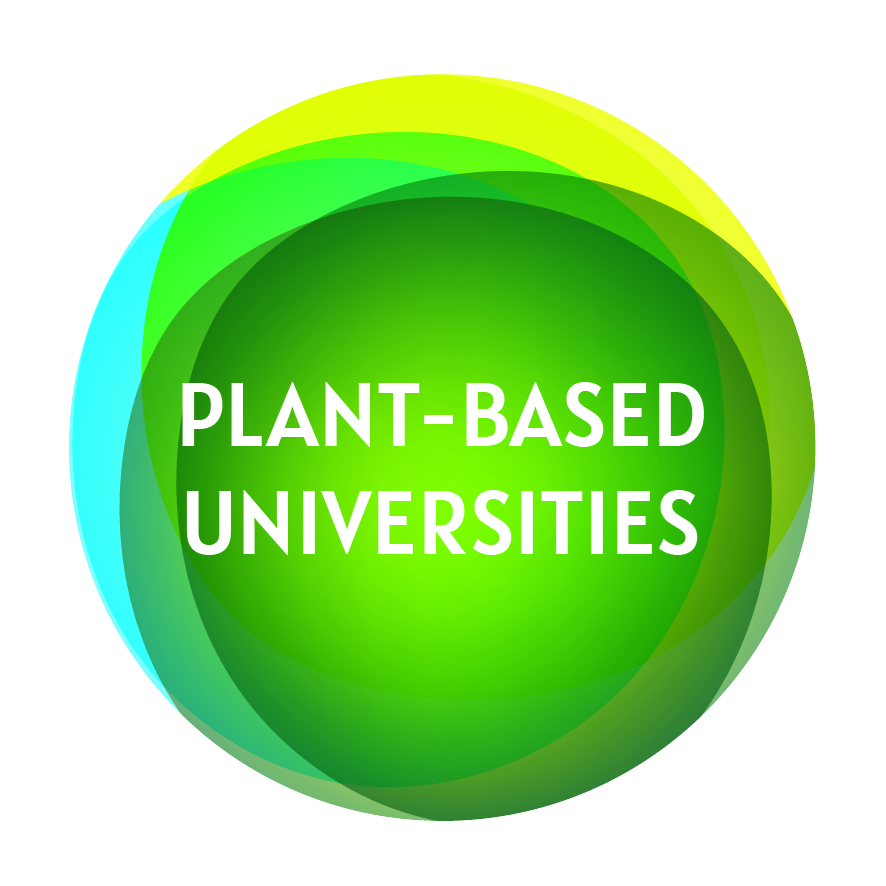
Logo von Plant-Based Universities

Plant-Based Universities ist eine internationale, von Studierenden geführte Kampagne, die Universitäten und Studierendenwerke dazu aufruft, eine komplett pflanzliche Verpflegung einzuführen. Die Kampagne wurde Ende 2021 als Reaktion auf die Klimakrise ins Leben gerufen. Seither haben Gruppen von Plant-Based Universities Abstimmungen in Studierendenwerken initiiert und konnten bis Februar 2025 an einer österreichischen, einer niederländischen und dreizehn britischen Universitäten Erfolge erzielen.

## Beteiligte Universitäten
Seit der Gründung im Jahr 2021 haben sich rund 80 Gruppen gebildet. Laut ihrer Website ist Plant-Based Universities in neun europäischen Ländern aktiv, im deutschsprachigen Raum unter anderem an Universitäten in Wien, Graz, München, Freiburg, Basel, Bern und Zürich (Stand März 2025).
Bis Februar 2025 war die Kampagne an folgenden Universitäten erfolgreich:
- Die University of Stirling war die erste Universität, die tierische Produkte aus ihren Verkaufsstellen genommen hat. Die Kampagne wurde vom BBC-Moderator und Naturschützer Chris Packham unterstützt. Auch der Journalist und Aktivist George Monbiot brachte seine Unterstützung zum Ausdruck und erklärte, die Aktivistinnen seien „führend bei der Bewältigung der Klimakrise und der Schaffung eines nachhaltigen Ernährungssystems“[7]. Die Entscheidung stieß auf erheblichen Widerstand bei den Nutztierhaltenden und der Countryside Alliance.[8]
- Auch die Studierenden der University of Cambridge stimmten für eine Umstellung auf rein pflanzliche Menüs. Die endgültige Entscheidung liegt jedoch bei der Universität.[9][10]
- Der Studierendenrat der Newcastle University hat dafür gestimmt, dass mindestens 50 % der Verpflegung bei kostenpflichtigen Veranstaltungen auf pflanzlicher Basis zubereitet werden sollen, wenn möglich sogar bis zu 100 %.[11]
- In einer Abstimmung mit der höchsten Wahlbeteiligung in der Geschichte der Universität von Kent stimmten 450 Studierende dafür, dass die von der Universität betriebenen Verpflegungseinrichtungen bis zum akademischen Jahr 2027/28 ausschließlich pflanzliche Verpflegung einführen sollen.[12]
- London Metropolitan University[13]
- Im September 2024 war die Universität Graz, die erste nicht-britische Universität, die eine erfolgreiche Kampagne durchführte.[14][15]
- University of Birmingham[16]
- An der Queen Mary University of London hat das Studierendenwerk einen Antrag verabschiedet, wonach die Verpflegung bis 2029 vollständig auf ein pflanzliches Angebot umgestellt werden soll. Ausgehend von 60 % im akademischen Jahr 2024/25 soll der Anteil der pflanzlichen Optionen auf den Speiseplänen in den Folgejahren jährlich um 10 % erhöht werden.[17][18]
- Falmouth University
- University College London[19]
- An der Universität Lancaster wurde das Votum für eine Umstellung auf 100 % pflanzliche Verpflegung zwar von 18 der 19 studentischen Delegierten unterstützt, stieß aber auf Kritik seitens der Countryside Alliance.[20]
- An der University of Warwick stimmten die Studierenden im November 2023 für eine Umstellung auf 100 % pflanzliche Verpflegung ab,[21] doch das Board der Universität widerrief die Entscheidung im August 2024 mit der Begründung, diese sei nach „sorgfältiger Abwägung der praktischen und finanziellen Herausforderungen“ getroffen worden.[22]
- University College Roosevelt
- Imperial College London[23]
- Universität von Bristol[24]
- Am 2. April 2025 stimmte die Studierendenvertretung der Universität Uppsala mit einer Mehrheit von 90 % für eine 100 % pflanzliche Verpflegung an der Hochschule. Damit ist sie die erste Universität in Skandinavien, die die Umstellung auf eine 100 % pflanzliche Verpflegung unterstützt.
- Auf einer Studierendenversammlung im November 2024 stimmte die Studierendenschaft der Philipps-Universität Marburg für eine Umstellung auf eine 100 % pflanzliche Verpflegung an der Hochschule.
- Am 18. Dezember 2024 stimmte das Studierendenparlament die Rheinland-Pfälzische Technische Universität Kaiserslautern-Landau für eine Umstellung auf eine 100 % pflanzliche Verpflegung an der Hochschule, wobei der Anteil pflanzlicher Lebensmittel jedes Semester um 10 % steigen soll.
- Im April 2025 forderten Studierende der Universität Basel in einer Abstimmung im Parlament, dass die Universität bis zum Sommer 2025 eine pflanzenbasierte Verpflegung von 50 %, bis 2027 von 75 % und bis 2030 von 100 % erreichen soll.[25]
- Im April 2025 setzten sich Studierende der Universität Bern mit einer Mehrheit von 66 % für die Umstellung auf 100 % pflanzenbasierte Verpflegung ein.
- Im Mai 2025 verabschiedeten Studierende der University of the West of England einen Antrag auf eine Umstellung auf 100 % pflanzenbasierte Verpflegung – von 60 % pflanzenbasierter Verpflegung bis 2025/26 und einer jährlichen Steigerung um 10 %, vorbehaltlich einer finanziellen und sozialen Überprüfung.
- Am 3. Juni 2025 stimmten die Studierenden der Universität Freiburg mit einer Mehrheit von 80 % für eine Umstellung auf eine vollständig pflanzenbasierte Verpflegung auf dem Campus.
- Am 22. Juli 2025 stimmte der Studierendenrat der Universität Heidelberg für drei verschiedene Anträge zur Förderung einer pflanzenbasierten Verpflegung an der Universität. Alle drei Anträge wurden angenommen. Der erste Antrag verpflichtet den Studierendenrat, das langfristige Ziel zu unterstützen, in den Cafeterien und bei allen Veranstaltungen der Universität ausschließlich pflanzliche Mahlzeiten anzubieten. Der zweite Antrag sieht vor, dass die Zentralmensa jeden Donnerstag nur pflanzliche Menüs anbietet, und der dritte Antrag verpflichtet den Studierendenrat, bis zum Winter 2025 alle tierischen Produkte aus der Mensa und den Automaten zu entfernen.[26]

## Einfluss
Im Jahr 2023 unterzeichneten mehr als 800 Expertinnen und Akademikerinnen ein Schreiben zur Unterstützung der Kampagne für rein pflanzliche Verpflegung an Universitäten. Zu den Unterzeichnerinnen gehören Dale Vince, Caroline Lucas, George Monbiot, Etienne Scott, Chris Rapley, Chris Packham und Helen Czerski. Packham sagte: „Die Studierenden von Plant-Based Universities bewirken unglaubliche Veränderungen an ihren Institutionen, und es ist nur angemessen, dass Hunderte von Akademikerinnen sie unterstützen.“ Im Jahr 2023 wurde die Kampagne für den Earthshot Prize nominiert, der von William, Prinz von Wales, verliehen wird. Im Jahr 2024 war Plant-Based Universities eine von drei britischen Wohltätigkeitsorganisationen, die den Erlös der diesjährigen Tournee des Musikers Moby erhielten.

### Kritik
Die Countryside Alliance, eine Lobby, die sich für die Tierhaltung in der Landwirtschaft einsetzt, kritisiert die Kampagne und bezeichnet das Votum der Universität für die pflanzliche Verpflegung als „Angriff auf die Wahlfreiheit“.